# Quantanthura globitelson
Quantanthura globitelson is een pissebed uit de familie Anthuridae. De wetenschappelijke naam van de soort is voor het eerst geldig gepubliceerd in 1972 door Robert J. Menzies & George.